# Branimir Butković
Branimir Butković (Zagreb, 1959.) je hrvatski fotograf i fotoizvjestitelj. Majstor je novinske fotografije (žitke, "life").

## Životopis
Diplomirao je pravo na zagrebačkom Pravnom fakultetu. 
Iako je dugo godina bio aktivan, likovna kritika ga nije primjećivala.
Surađivao je s Poletom, Omladinsku iskru, Večernjim listom, listom Željezničarem itd. Putovao je i izvješćivao iz krajeva diljem Hrvatske i republika bivše SFRJ, po republikama bivšeg SSSR-a, Britanije i tako dalje.
Kao fotograf je fotografirao razne profile ljudi, od najnižih do visokih društvenih slojeva. 
Imao je i nekoliko samostalnih izložbi.
Objavio je knjige Putovanja 2000. i Neki drugi Zagreb 2003. godine.
Dobitnik je zlatne medalje Hrvatskog fotosaveza 2008. godine.

## Vanjske poveznice
- Akademija-art.hr  Arhivirana inačica izvorne stranice od 4. ožujka 2016. (Wayback Machine) Branimir Butković: Lica s ulice
- Večernji list[neaktivna poveznica] Branimir Butković
- Fotozine.org Branimir Butković